# ساري قمش (تشاراويماق)
ساري قمش (بالفارسية: ساری‌قمش) هي منطقة سكنية تقع في تشارواماق الشرقية الريفية في إيران. يقدر عدد سكانها بـ 41 نسمة .